# Hilary Jaén
Hilary Stacy Jaén Rodríguez (nacida el 29 de agosto de 2002) es una futbolista panameña que juega como defensora en el equipo colegiado estadounidense UMass Lowell River Hawks.

## Trayectoria

### Inicios
Su inicio dentro de una cancha fue a los seis años cuando sus primos la invitaron a jugar en una cancha que es de cemento. A los 11 años le pidió a su papá que la metiera en una escuelita de niñas y así entró en la Academia Stars ADM, de Amarelis De Mera. A los 14 años se mudó a la ciudad porque su papá le dijo que si quería tener mejores oportunidades como futbolista debía mudarse a la gran ciudad y entró a las Águilas de Panamá.

### Sporting SM
Comenzó jugando en la Liga de Fútbol Femenino con el Sporting SM con el cual disputó la LFF 2017.

### SD Atlético Nacional
A finales del 2018 fue anunciada como nueva jugadora del SD Atlético Nacional. Quedó subcampeona de la Liga de Fútbol Femenino (Panamá) 2018.

### Tauro FC
El 15 de marzo de 2019 fue anunciada como nueva jugadora del Tauro FC. Salió campeona con el club del Torneo Apertura 2021, de la Superfinal de Liga de Fútbol Femenino de Panamá 2020-21, del Torneo Clausura 2021 LFF, de la Liga de Fútbol Femenino 2022.

### South Alabama Jaguars
El 8 de junio fue anunciada su beca para jugar con los South Alabama Jaguars. Jugó en la División 1 de la NCAA.

### Tauro FC
El 5 de mayo de 2023 fue prestada al Tauro FC, donde salió campeona del Torneo Apertura 2023 LFF.

### Jones County Bobcats
Pasó al Jones County Bobcats en el 2023.

### UMass Lowell River Hawks
El 8 de noviembre de 2023 fue anunciado su pase al UMass Lowell River Hawks.

## Selección nacional

### Categorías inferiores
Fue convocada por la selección sub-17 para disputar el torneo Uncaf sub-16 de 2017. Fue convocada por la selección sub-20 de Panamá para el Campeonato Femenino Sub-20 de la Concacaf de 2022 en donde jugó 5 partidos y anotó 1 gol.

### Selección absoluta
Participó en los XI Juegos Deportivos Centroamericanos. Jaén apareció en 4 partidos con Panamá en el Campeonato Femenino de CONCACAF 2018. Disputó 3 partidos en los Juegos Panamericanos de 2019, jugó 3 partidos del Preolímpico Femenino de Concacaf de 2020, 3 partidos del Campeonato Femenino de la Concacaf de 2022 y 3 partidos en la Copa Mundial Femenina de Fútbol de 2023.

### Goles internacionales
| Goles internacionales | Goles internacionales | Goles internacionales                              | Goles internacionales | Goles internacionales | Goles internacionales | Goles internacionales |
| N.º                   | Fecha                 | Lugar                                              | Rival                 | Marcador              | Resultado             | Competición           |
| --------------------- | --------------------- | -------------------------------------------------- | --------------------- | --------------------- | --------------------- | --------------------- |
| 1                     | 7 de abril de 2023    | Estadio Rommel Fernández, Ciudad de Panamá, Panamá | República Dominicana  | 1–0                   | 1–0                   | Amistoso              |

## Clubes
| Club                     | País           | Año         |
| ------------------------ | -------------- | ----------- |
| Sporting SM              | Panamá         | 2017 - 2018 |
| SD Atlético Nacional     | Panamá         | 2018        |
| Tauro FC                 | Panamá         | 2019 - 2022 |
| SA Jaguars               | Estados Unidos | 2022 - 2023 |
| Tauro FC                 | Panamá         | 2023        |
| JC Bobcats               | Estados Unidos | 2023        |
| UMass Lowell River Hawks | Estados Unidos | 2023 - Act. |

## Palmarés

### Títulos nacionales
| Título           | Club     | País   | Año     |
| ---------------- | -------- | ------ | ------- |
| Primera División | Tauro FC | Panamá | 2019-C  |
| Primera División | Tauro FC | Panamá | 2019-A  |
| Primera División | Tauro FC | Panamá | 2021-A  |
| Superfinal LFF   | Tauro FC | Panamá | 2020-21 |
| Primera División | Tauro FC | Panamá | 2021-C  |
| Primera División | Tauro FC | Panamá | 2022    |
| Primera División | Tauro FC | Panamá | 2023-A  |